# Moskovska maneža
Moskovska maneža (rusko: Манеж) je podolgovata stavba ob zahodni strani Manežnega trga, ki je bila očiščena v 1930-ih in leži ob Rdečem trgu. Od leta 2012 je muzej oblikovanja v Moskvi.
Zasnoval jo je španski inženir Agustín de Betancourt s streho brez notranje podpore širine 45 metrov, postavil jo je od 1817 do 1825 ruski arhitekt Joseph Bové, ki jo je oblekel v neoklasicistično zunanjost z rimskimi dorskimi stebri, ki kot slepe arkade obdajajo loke oken, pobarvanih belo in smetanasto rumeno. Streha je s svojimi notranjimi špirovci in tramovi izpostavljena na zunanjih stebrih Maneže.

## Zgodovina
Leta 1817 je bila Maneža zgrajena kot paradna dvorana častniške šole jahanja v čast zmage nad Napoleonom leta 1812, otvoril pa jo je 12. novembra 1817 car Aleksander I. Ruski kot del petletnega praznovanja zmage. Vojaška uporaba za celotno četo 2000 mož in hkratne konjeniške predstave so v tistem času zahtevale velikost od 170 × 45 metrov, ki jo je razvil španski inženir in ruski general Agustín de Betancourt y Molina (1758-1824) brez podpornih stebrov, do takrat konstrukcija brez primere, zgrajena kot drzen inženirski podvig. Da bi dvorano pravočasno dokončali za obletnico, so jo postavili v rekordnem času, v le šestih mesecih.
Od leta 1823 do 1835 je stavbo v klasicističnem slogu preoblikoval rusko-italijanski arhitekt Joseph Bové (1784-1834), ki je vodil več mestnih razvojnih projektov, vključno z Manežnim trgom, da bi zaprl vrzeli zaradi mestnega požara 1812, ki naj bi ga zanetili Moskovčani sami, da bi ustavili Napoleonove čete.
V 1830-ih je bilo treba strešno konstrukcijo dvorane brez stebrov zaradi konstrukcijskih razlogov okrepiti s stebri v dvorani.
Prizorišče se od leta 1831 uporablja tudi za razstave in sejme, leta 1872 za Politehnično razstavo, za koncerte ali leta 1867 za ples z 12.000 gosti. Po oktobrski revoluciji leta 1917, jo je vlada začasno uporabljala kot garažo.
Leta 1957 so jo ponovno uporabili za javne razstave in prireditve. Leta 1962 se je med restriktivno državno kulturno politiko med likovno razstavo govorilo o škandalu.
Leta 1997 je bila v počastitev 850-letnice Moskve Maneža obnovljena, hkrati pa je bil pod Manežnim trgom zgrajen podzemni nakupovalni center (rusko Охотный Ряд – Ohotni Rjad), ki ga Moskovčani imenujejo kar Maneža. Dvorana se je še naprej uporabljala za umetnost, kulturo in druge razstave in prireditve.
14. marca 2004 je bila arena na večer ruskih predsedniških volitev v celoti požgana, pri čemer sta zaradi propadajočega strešnega dela umrla dva gasilca. Oblasti za vzrok požara navedle kratek stik, vendar je moskovski tisk posumil na požig. Spomnili so, da je skupina vlagateljev, ki so jih državljani kritizirali, želela zgodovinsko pomembno areno nadomestiti z novo stavbo s podzemnim parkiriščem. Ta skupina je predložila tudi strokovno mnenje, da je bila lesena strešna konstrukcija 186-letne Maneže v nevarnosti propada in požara. Novo stavbo je potrdil tudi moskovski župan Jurij Lužkov.
Približno leto po požaru je bila stavba Maneže po obsežni obnovi ponovno odprta.

## Razstave

### Moskovski muzej oblikovanja
Od novembra 2012 je v Maneži na ogled razstava o sovjetskem oblikovanju od 1950-ih do 1980-ih. Razstava, ki jo vodi zasebno združenje Moskovski muzej oblikovanja in jo podpira oddelek za kulturo moskovske mestne vlade, je med prebivalstvom naletela na veliko zanimanje, še posebej, ker je odprta do 22. ure.

### Posebne razstave
- 2020: Salvador Dalí, Magic Art, retrospektiva

## Zuananje povezave
- moscowmanege.ru Uradna spletna stran
- s0012145 na Structurae
- Ausführliches über die Manege auf EU-ASIEN.DE